# Берков, Василий Иванович
Васи́лий Ива́нович Бе́рков (нидерл. Wicher Berkhoff; 1794, Фризенфейн, Нидерланды — 1870, Санкт-Петербург) — русский кораблестроитель голландского происхождения, корабельный мастер, начальник Санкт-Петербургской городской верфи, действительный статский советник, переводчик судостроительной литературы с европейских языков на русский.

## Биография
Василий Иванович Берков родился 21 августа 1794 года в голландском селе Фризенфейн, в семье плотника Альберта Берендса Берхоффа (нидерл. Albert Berends Berkhoff) и его жены Берендины (нидерл. Berendina van den Bosch, trok Berkhoff). В раннем возрасте уехал в Санкт-Петербург, где воспитывался в семье своих дедушки Фредерика ван ден Бош и бабушки Clasina de Vries.
24 ноября 1804 года поступил в Училище корабельной архитектуры. В 1810 году перевёлся в открываемый Институт Корпуса инженеров путей сообщения. В 1815 году сдал экзамен по курсу Училища корабельной архитектуры и 17 февраля 1816 года произведён в тиммерманы XII класса с определением в Главную контрольную экспедицию.
В 1816—1817 годах работал на Лодейнопольской верфи, где построил два транспорта и несколько ластовых судна. В 1816 году был кратковременно откомандирован в Санкт-Петербург для достройки 84-пушечного корабля «Фершампенуаз», который строил в Новом адмиралтействе корабельный мастер И. С. Разумов. За оказанное при постройке корабля усердие был пожалован квартирными деньгами в сумме 100 рублей. В конце 1817 года вернулся на Лодейнопольскую верфь, где достраивал транспорты.
В 1818—1819 годах в Петербурге в Главном гребном порту построил пассажботы «Санкт-Петербург» и «Дельфин». В 1819 году переименован в помощники корабельного мастера. В 1821—1823 годах строил канонерские лодки, галеты (двухпарусное судно) и ремонтировал ластовые суда (мелкие портовые плавучие средства). Затем, на Охтинской верфи, под руководством кораблестроителя А. А. Попова строил шлюп «Предприятие», который в 1823—1826 годах совершил под командованием капитан-лейтенанта О. Е. Коцебу кругосветное путешествие.
Масон, к 1820 году член петербургской ложи «Орла Российского», затем её 2-й стюарт.
С 1824 года Берков был командирован на Дон в Казалинскую станицу, для изготовления графу В. П. Кочубею (1768—1834) судов для его путешествия с семейством в Крым. Затем Берков переехал в село Грузино, Новгородской губернии к графу А. А. Аракчееву (1769—1834) для исправления яхты «Волхов» и буера.
В 1825 году Берков был прикомандирован к Санкт-Петербургской городской верфи для назначения корабельным мастером. 22 декабря 1826 года был переименован в подпоручики Корпуса корабельных инженеров и назначен к инспектору того же корпуса Я. Я. Брюн де Сен-Катерин для ведения дел по практической и теоретической частями кораблестроения. Параллельно преподавал теорию кораблестроения воспитанникам Училища корабельной архитектуры, которое в то время было переименовано в Кондукторские роты Учебного морского экипажа.
3 февраля 1828 года был уволен по прошению со службы с чином поручика, а 25 апреля 1829 года произведён в коллежские секретари и назначен начальником Санкт-Петербургской городской верфи, оставаясь на этом посту до самого закрытия верфи в 1868 году. На этом посту занимался техническим освидетельствованием судов. 14 февраля 1841 года произведён в коллежские советники. В дальнейшем состоял также чиновником для особых поручений при министерстве финансов.  17 марта 1866 года произведён в действительные статские советники.
Умер Василий Иванович Берков 5 апреля 1870 года. Похоронен на лютеранском Волковском кладбище в Санкт-Петербурге.

## Награды
- Орден Святой Анны 2-й степени с императорской короной (19.10.1840)[14][15]
- Орден Святого Станислава 2-й степени (21.08.1836)[14][16]
- Орден Святого Владимира 4-й степени (23.03.1834)[14][17]
- Орден Святой Анны 3-й степени (1832)[9]
- Медаль «В память войны 1853—1856»[3][14]
- Знак отличия беспорочной службы за XV лет (22.08.1831)[18]
- Знак отличия беспорочной службы за XX лет (22.08.1836)[19]
- Знак отличия беспорочной службы за XL лет (1857)[10]

## Семья
Василий Иванович Берков 13 мая 1821 года сочетался браком с Александрой Ивановной (урождённой Волковой) (1804 — после 1870), дочерью заведующего дворцовыми винными погребами и сервировкой вин на императорском столе И. П. Волкова. Венчание состоялось в Никольском морском соборе. Берковы имели шесть детей, четырёх дочерей: Елену (1828 г.р.), Надежду (1834 г.р.), Александру (1840 г.р.), Марию (1842 г.р.) и двух сыновей: Виктора (1837 г.р.) и Александра (1844 г.р.). В 1846 году Берковы приняли российское подданство, а в следующем году получили российское потомственное дворянство. Василий Иванович Берков до конца жизни продолжал поддерживать связь с голландской торговой общиной в Санкт-Петербурге.